# ド・ルース男爵
ド・ルース男爵（英: Baron de Ros [ˈruːs]; ROOSE）は、イングランド貴族の男爵位。1298/1299年2月6日にウィリアム・ルースが1264年12月24日に遡って叙位されたのに始まる。イングランドにおける筆頭男爵（Premier Baron of England）である。議会召集令状（writ of summons）による爵位であるため、男子なき場合に姉妹間に優劣のない女性相続が認められる（共同相続人がある場合は爵位は停止(abeyance)となる）。

## ヘルムスリーのルース男爵 (1264年)
- 初代ルース男爵ウィリアム・ルース（英語版） (William Ros, -1317)
- 2代ルース男爵ウィリアム・ルース（英語版） (William Ros, -1343) 先代の息子
- 3代ルース男爵ウィリアム・ルース（英語版） (William Ros, 1326頃–1352) 先代の息子
- 4代ルース男爵トマス・ルース（英語版） (Thomas Ros,1336–1384) 先代の弟
- 5代ルース男爵ジョン・ルース（英語版） (John Ros, 1360頃–1394) 先代の息子
- 6代ルース男爵ウィリアム・ルース（英語版） (William Ros, 1369頃–1414) 先代の弟
- 7代ルース男爵ジョン・ルース（英語版） (John Ros, -1421) 先代の息子
- 8代ルース男爵トマス・ルース（英語版） (Thomas Ros, 1405頃–1431) 先代の弟
- 9代ルース男爵トマス・ルース（英語版） (Thomas Ros,1427頃–1464) 先代の息子。1464年剥奪
- 10代ルース男爵エドムンド・ルース（英語版） (Edmund Ros, -1508) 先代の息子。1485年回復。1508年停止(abeyance)
- 11代ルース男爵ジョージ・マナーズ（英語版） (George Manners, -1513) 先代の甥。1512年に停止解除
- 12代ルース男爵/初代ラトランド伯爵トマス・マナーズ（英語版）(Thomas Manners, -1543) 先代の息子
- 13代ルース男爵/2代ラトランド伯爵ヘンリー・マナーズ（英語版）(Henry Manners,1526–1563) 先代の息子
- 14代ルース男爵/3代ラトランド伯爵エドワード・マナーズ（英語版）(Edward Manners, 1549–1587) 先代の息子
- 15代ルース女男爵エリザベス・セシル（英語版） (Elizabeth Cecil, 1572頃–1591) 先代の娘
- 16代ルース男爵ウィリアム・セシル (William Cecil,1590–1618) 先代の息子
- 17代ルース男爵/6代ラトランド伯爵フランシス・マナーズ（英語版） (Francis Manners,1578–1632) 先代の従兄
- 18代ルース女男爵キャサリン・ヴィリアーズ（英語版） (Katherine Villiers, -1649) 先代の娘
- 19代ルース男爵/2代バッキンガム公爵ジョージ・ヴィリアーズ (George Villiers, 1628–1687) 先代の息子。1687年に停止

### ド・ルース男爵
- 20代ド・ルース女男爵シャーロット・フィッツジェラルド＝ド・ルース (Charlotte FitzGerald-de Ros, 1769–1831) 4代ラトランド伯ジョン・マナーズの娘フランセスの子孫。1806年に停止(abeyance)解除。ド・ルース（de Ros）の称号を最初に使用[4]
- 21代ド・ルース男爵ヘンリー・フィッツジェラルド＝ド・ルース（Henry FitzGerald-de Ros, 1793–1839) 先代の息子
- 22代ド・ルース男爵ウィリアム・フィッツジェラルド＝ド・ルース（英語版）（William FitzGerald-de Ros, 1797–1874）先代の弟
- 23代ド・ルース男爵ダドリー・フィッツジェラルド＝ド・ルース（英語版） (Dudley FitzGerald-de Ros, 1827–1907) 先代の息子
- 24代ド・ルース女男爵メアリー・ドーソン（英語版） (Mary Dawson,1854–1939) 先代の娘。1939年に停止
- 25代ド・ルース女男爵ウーナ・ルース（英語版） (Una Ross, 1879–1956) 先代の娘。1943年に停止解除、1956年に停止
- 26代ド・ルース男爵ジョージアナ・マクスウェル（英語版） (Georgiana Maxwell, 1933–1983) 先代の孫。1958年に停止解除
- 27代ド・ルース男爵ピーター・マクスウェル（英語版） (Peter Maxwell, 1958-) 先代の息子
  - 法定推定相続人は現当主の息子のフィンバー・ジェームズ・マクスウェル(Finbar James Maxwell,1988-)